# 5373 Michaelkurtz
5373 Michaelkurtz eller 1988 VV3 är en asteroid i huvudbältet som upptäcktes den 14 november 1988 av de båda japanska astronomerna Seiji Ueda och Hiroshi Kaneda i Kushiro. Den är uppkallad efter Michael Kurtz.